# Парково (Смоленская область)
Парково — деревня в Вяземском районе Смоленской области России. Входит в состав Мещёрского сельского поселения. Население — 8 жителей (2007). 
Расположена в восточной части области в 20 км к северо-востоку от Вязьмы, в 10 км восточнее автодороги Р134 «Старая Смоленская дорога» Смоленск — Дорогобуж — Вязьма — Зубцов. В 6 км юго-восточнее деревни расположена железнодорожная станция О.п. 218-й км на линии Москва — Минск. 

## История
В годы Великой Отечественной войны деревня была оккупирована гитлеровскими войсками в октябре 1941 года, освобождена в марте 1943 года. 